# Kida
Орхидеа Љатифи (алб. Orhidea Latifi; Ораховац, 21. децембар 1997), позната као Kida, албанска је певачица са Косова и Метохије.

## Биографија
Орхидеа Љатифи рођена је 21. децембра 1997. године у Ораховцу као ћерка албанских родитеља. У јулу 2020. остварује успех са својим сингловима „Paranoia” и „Pishmon” у сарадњи са албанским репером -ом, који су доспели на топ-листе у Албанији и Швајцарској. Њен наредни сингл „Drunk”, који је мешавина попа и , нашао се на првом месту топ-листе на Косову и Метохији.
Дана 21. децембра 2021. објавила је свој дебитантски студијски албум, Orchidé. У јуну 2021. објавила је водећи сингл с албума „Lila”, на којем је сарађивала са репером Самром, нашао се на десетом месту у Албанији и међу првих 35 места у Аустрији, Немачкој и Швајцарској. Наредни сингл „Dale”, са певачима Бутринтом Имеријем и Ледријем Вуљом, објавила је у јулу 2021. године.

## Дискографија

### Албуми
| Наслов | Детаљи                                                                                       |
| ------ | -------------------------------------------------------------------------------------------- |
|        | - Објављен: 21. децембар 2021. - Дискографска кућа: - Формат: дигитално преузимање, стриминг |